# Poicephalus flavifrons
Il pappagallo frontegialla (Poicephalus flavifrons Rüppell, 1842) è un uccello della famiglia degli Psittacidi.

## Descrizione
Di taglia attorno ai 28 cm, affine al P. gulielmi. Si distingue per avere una ampia maschera facciale gialla e calze e spalle gialle. Alcuni esemplari presentano la colorazione gialla più tendente all'arancio, soprattutto nella zona periauricolare.

## Distribuzione e habitat
Vive sugli altipiani dell'Etiopia, 
Quasi mai detenuto in cattività, non risultano casi di riproduzione.